# Serra de Crevillent
Serra de Crevillent este o arie protejată (sit de importanță comunitară — SCI) din Spania întinsă pe o suprafață de 5.083,46 ha, integral pe uscat.

## Localizare
Centrul sitului Serra de Crevillent este situat la coordonatele 38°15′57″N 0°52′45″W / 38.2658°N 0.8792°V.

## Înființare
Situl Serra de Crevillent a fost declarat sit de importanță comunitară în decembrie 1997 pentru a proteja 8 specii de animale.

## Biodiversitate
Situată în ecoregiunea mediteraneană, aria protejată conține 12 habitate naturale: Vegetație gipsofilă iberică (Gypsophiletalia), Tufărișuri termo-mediteraneene și de pre-deșert, Matorral arborescenți cu Juniperus spp., Pășuni mediteraneene udate de apa mării (Juncetalia maritimi), Tufărișuri halofile mediteraneene și termo-atlantice (Sarcocornetea fruticosi), Stepe sărăturate mediteraneene (Limonietalia), Râuri mediteraneene cu debit permanent cu specii de Paspalo-Agrostidion și galerii riverane de Salix și de Populus alba, Pseudostepă cu ierburi și specii anuale de Thero-Brachypodietea, Păduri de Quercus ilex și Quercus rotundifolia, Pante stâncoase calcaroase cu vegetație casmofită, Galerii și tufărișuri riverane sudice (Nerio-Tamaricetea și Securinegion tinctoriae), Pajiști carstice calcaroase sau bazofile, de Alysso-Sedion albi.
La baza desemnării sitului se află mai multe specii protejate de  păsări (8): acvilă de munte (Aquila chrysaetos), buha (Bubo bubo), șoim călător (Falco peregrinus), Hieraaetus fasciatus, ciocârlie de pădure (Lullula arborea), Oenanthe leucura, Pyrrhocorax pyrrhocorax, silvie de tufiș (Sylvia undata).
Pe lângă speciile protejate, pe teritoriul sitului au mai fost identificate 1 specie de plante.